# Resolució 2164 del Consell de Seguretat de les Nacions Unides
La Resolució 2164 del Consell de Seguretat de les Nacions Unides fou adoptada per unanimitat el 25 de juny de 2014. El Consell va ampliar el mandat de la Missió Multidimensional Integrada d'Estabilització de les Nacions Unides a Mali (MINUSMA) per un any fins al 30 de juny de 2015.

## Detalls
El Consell considerava important que es tractessin les causes subjacents de la crisi de Mali en relació amb la governança, la seguretat, el desenvolupament i els problemes humanitaris, i que s'aprenguessin lliçons dels acords de pau anteriors. El procés polític, el diàleg i la reconciliació i l'eventual resolució de la crisi havien de venir del propi país. Amb les eleccions del 2013 s'havia donat un pas important per restaurar la democràcia i l'ordre constitucional. També s'havia signat un acord al juny de 2013 en què s'havia acordat l'inici de les converses amb totes les comunitats del nord de Mali, però no es va complir la data de finalització d'aquest acord. Es van valorar els esforços d'Algèria per iniciar les negociacions i Burkina Faso actuant com a mediador de l'ECOWAS. A l'abril de 2014, el president de Mali havia nomenat un alt representant per iniciar un diàleg sobre el procés de pau.
Els combats a la regió nord de Kidal després de la visita del primer ministre el 17 de maig de 2014 van ser fortament condemnats. El Moviment Nacional per l'Alliberament de l'Azawad havia assumit els edificis governamentals i alguns pobles i va crear un govern a l'ombra. Es va arribar a un alto el foc el 23 de maig després de la mediació de la Unió Africana. Mentrestant, la situació al nord del país es mantenia fràgil a causa de grups armats i moviments terroristes com Al-Qaida del Magrib Islàmic. Les forces franceses van continuar al país a petició de Mali. A més, el crim organitzat també era un problema a la regió. Els segrest i la presa d'ostatges per rescat o xantatge polític van ser fortament condemnats. A més, hi havia molt preocupació per la crisi humanitària al Sahel, que es veia exacerbada per tot això.
El mandat de la MINUSMA a Mali es va estendre fins al 30 de juny de 2015 i es va centrar en la seguretat, la protecció de la població, el suport al diàleg polític, la restauració de les autoritats estatals i els serveis de seguretat, la promoció dels drets humans i suport d'assistència humanitària. A més, la missió també tenia la tasca d'ajudar a protegir el patrimoni cultural i històric de Mali. Va demanar al secretari general que compartís tropes i equips amb la UNMIL a Libèria i la UNOCI a Costa d'Ivori.